# Karas
Karas és una subdivisió administrativa de Namíbia. És la regió més gran, la que es troba més al sud i una de les regions menys poblades del país. El seu nom prové de la paraula del nama per a designar l'aloe dichotoma. La capital regional és Keetmanshoop.
Dins dels llocs d'interès de la regió s'hi poden comptar la ciutat fantasma de Kolmanskuppe, el canyó del riu Fish i la granja Gariganus, que fou declarada monument natural l'1 de juny de l'any 1955.

## Geografia
Karas és, sobretot, una regió muntanyosa i ocupa l'espai de siverses serres, sent-ne la serra de Karasberge la més important.
A més a més, a Karas també s'hi troben el Canyó del riu Fish, el riu Orange, la Costa dels Diamants (a la riba de l'Atlàntic) i una part dels deserts del desert del Namib i el Kalahari. Karas té una geologia extraordinària, de la qual ens en donen testimoni les nombroses mines de diamants o les deus d'aigües calentes de Warmbad i Ai-ais.
Les illes que hi ha davant de la costa són nombroses illes rocoses o sorrenques deshabitades i es troben sota la influència del corrent de Benguela.

## Administració
Karas es divideix en un total de sis districtes amb una població total de 69.677 habitants. La regió es divideix tal com es mostra en aquesta llista: 
- Berseba amb 9.195 habitants
- Karasburg amb 14.693 habitants
- Keetmanshoop (Land) amb 6.349 habitants
- Keetmanshoop (Stadt) amb 14.945 habitants
- Lüderitz (Namibia) amb 13.276 habitants i
- Oranjemund amb 5.451 habitants

## Economia
Karas posseeix una infraesctuctura ben desenvolupada i una activitat econòmica diversificada. El port de Lüderitz constitueix el centre de la indústria pesquera i les drassanes del país, Oranjemund el centre de l'explotació dels diamants i la resta de districtes tenen una petita agricultura.
Té petits aeroports a Keetmanshoop, Lüderitz i Oranjemund, que s'enllaça amb la xarxa nacional de carreteres per Keetmanshoop. A més, s'ha planejat la construcció d'una línia ferroviària entre Lüderitz i Keetmanshoop per millorar el transport de béns.

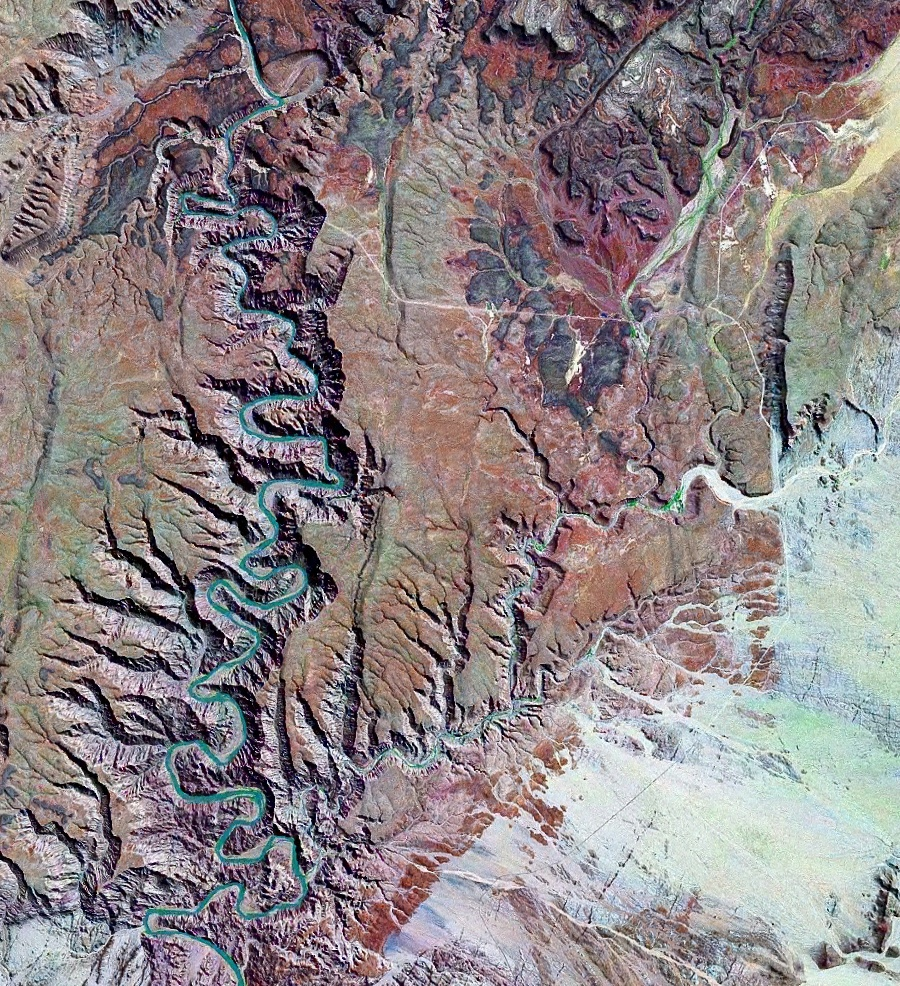
Foto presa per un satèl·lit del Canyó del riu Fish